# Hjem til jul (televisieserie)
Hjem til jul (Engels: Home for Christmas) is een Noorse romantische comedyserie, die geproduceerd werd voor Netflix door The Oslo Company. Tevens is dit de eerste Noorse Netflix-serie. De serie werd gemaakt door Per-Olav Sørensen, die het script schreef met Fredrik Høyer, Miriam Larsen, Mattis Herman Nyquist en Julie Skaufel. De serie ging op 5 december 2019 in première op Netflix en vanaf 18 december 2020 is het tweede seizoen te zien op de streamingdienst.

## Verhaal
De serie gaat over de 30-jarige Johanne, een alleenstaande verpleegster die een appartement deelt met haar vriendin Jørgunn. Bijna iedereen in haar omgeving heeft reeds kinderen. Tijdens een familiediner zegt ze dat ze een vriend heeft, waarop haar moeder die met kerstmis wil ontmoeten. Johanne gaat nu koortsachtig op zoek naar een vriend.

## Rolverdeling
| Acteur                  | Personage       |
| ----------------------- | --------------- |
| Ida Elise Broch         | Johanne         |
| Gabrielle Leithaug      | Jørgunn         |
| Mads Sjøgård Pettersen  | Sporty-Stein    |
| Hege Schøyen            | Bente           |
| Oddgeir Thune           | Arts Henrik     |
| Felix Sandman           | Jonas Fuckboy   |
| Kingsford Siayor        | Thomas          |
| Ghita Nørby             | Trine Nergaard  |
| Anette Hoff             | Johannes moeder |
| Dennis Storhøi          | Johannes vader  |
| Christian Ruud Kallum   | Morten          |
| Stian Blipp             | Christian       |
| Line Verndal            | Eira            |
| Iselin Shumba           | Jeanette        |
| Bjørn Skagestad         | Bengt-Erik      |
| Arthur Hakalahti        | Sebastian       |
| Ole Christoffer Ertvaag | Kinodaten       |
| Nader Khademi           | Paul            |